# Labrousse
Labrousse – miejscowość i gmina we Francji, w regionie Owernia-Rodan-Alpy, w departamencie Cantal.
Według danych na rok 1990 gminę zamieszkiwały 432 osoby, a gęstość zaludnienia wynosiła 22 osoby/km² (wśród 1310 gmin Owernii Labrousse plasuje się na 443. miejscu pod względem liczby ludności, natomiast pod względem powierzchni na miejscu 463.).